# Jaciment de Kukuma
El jaciment de Kukuma és una cova del magdalenià superior-final situada al costat del llogaret d'Araia (Àlaba) al peu de la serra d'Alzania. És de caràcter calcari, i aquest tipus de pedra és el que donat lloc a diferents cavitats que feren possible una sèrie d'assentaments humans. És una cova de petites dimensions i la descobrí l'any 1975 Juan Antonio Madinabeitia.

## Cova
És una cova de dimensions reduïdes, l'obertura té uns 3 m d'ample i 1,5 m d'alt, i aquesta dona pas a un portal orientat de sud a est pel qual s'accedeix a una galeria amb un recorregut de sud-est a nor-oest. La longitud de la cova és de 7 m de profunditat i segons s'hi va avançant es va reduint en amplària i alçada fins a arribar als 2 m d'amplària i 1 m d'altura.

## Registre estratigràfic
La cova de Kukuma es troba en una zona de calcàries d'aspecte massiu. El jaciment consta d'un únic nivell arqueològic d'aproximadament 10 cm, que se situa per sobre d'un sediment sorrenc:
- nivell inferior (nivell II), amb un gran percentatge d'arena. Aquest nivell se sedimenta en un episodi en què l'aigua carregada de sediments penetra en la cova, i s'hi diposita en perdre energia. És un nivell sorrenc estèril de color groguenc.
- nivell superior (nivell I), amb una gran proporció de llims i argiles i l'aparició de materials de litologia calcària, després de l'assecat de la cavitat. És un nivell orgànic, de color fosc, d'aproximadament 10 cm de potència (és el nivell arqueològic).

## Materials arqueològics
La major part de les restes òssies que hi ha a la cova corresponen a parts anatòmiques que amb prou feines tenen interés carni (maxil·lars, metacarps…) tret de dos fragments de fèmur de cabra. Les restes de sílex no són abundants; la seua anàlisi permet la seua adscripció al magdalenià superior-final: segments de cercle, làmines de vora abaixada, puntes, resquills, raspadors, punxons, així com una serreta. A més d'aquests útils s'ha trobat un còdol de gres amb senyals d'haver estat utilitzat.

## Clima i medi ambient
Per anàlisis de pol·len s'ha reconstruït un paisatge vegetal constituït per un bosc mixt prou tancat, compost per espècies de fulla caduca (roure, bedoll i til·ler) i de fulla perenne (pi).
Capturaven espècies de rocam i de bosc o d'espais oberts. La major quantitat de restes corresponen a ungulats salvatges, entre els quals predomina la Capra pirinenca (cabra salvatge), Rupicapra rupicapra (isard), Sus scrofa (senglar) i de Cervus elaphus (cérvol).

## Datacions absolutes

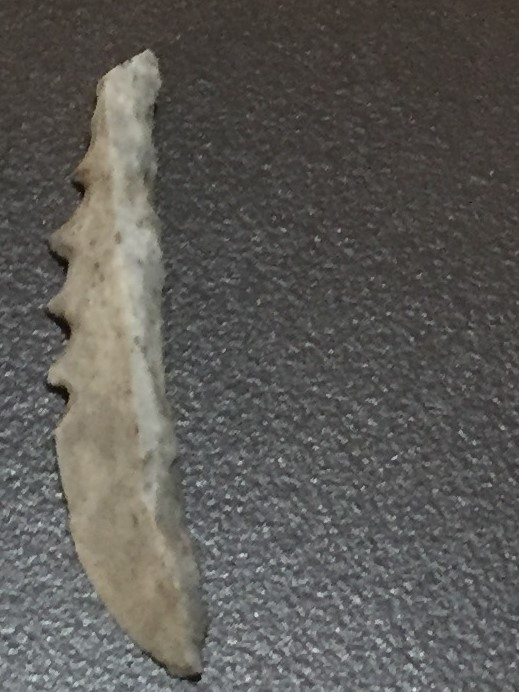
Lamineta en forma de serra trobada en aquest jaciment; hui dia es troba en el BiBat de Vitòria-Gasteiz

N'hi ha tres datacions de carboni-14, dues en són massa joves per a l'ocupació prehistòrica i la tercera, de l'11550 ± 130 ae, ens situaria en el límit entre el magdalenià i l'epipaleolítico (obtinguda per una vèrtebra lumbar i costella d'isard).
Per datar l'època no es pot obviar la lamineta en forma de serra que aparegué en aquest lloc i que hui roman exposada al Museu d'Arqueologia BiBat de Vitòria-Gasteiz. Aquesta lamineta en forma de serra és un fòssil director que determina que estem en el magdalenià final.